# إيما بوث
إيما بوث (بالإنجليزية: Emma Booth)‏ هي فارسة ‏ أسترالية، ولدت في 8 يونيو 1991.

## وصلات خارجية
- إيما بوث على موقع الاتحاد الدولي للفروسية (الإنجليزية)
- إيما بوث على موقع FEI (رابط بديل) (الإنجليزية)
- إيما بوث على موقع Paralympic.org (الإنجليزية)
- إيما بوث على موقع اللجنة البارالمبية الأسترالية (الإنجليزية)